# 王义润
王义润（1917年—2011年7月30日），女，祖籍江苏吴县，生于北京，中国运动生理学家，曾任北京体育大学教授、博士生导师。

## 家庭
丈夫李鹤鼎。